# Албин (Вайоминг)
Албин (англ. Albin, Wyoming) — город, расположенный в округе Ларами (штат Вайоминг, США) с населением в 120 человек по статистическим данным переписи 2000 года.

## География
По данным Бюро переписи населения США город Албин имеет общую площадь в 0,26 квадратных километров, водных ресурсов в черте населённого пункта не имеется.
Город Албин расположен на высоте 1627 метров над уровнем моря.

## Демография
По данным переписи населения 2000 года в Албине проживало 120 человек, 32 семьи, насчитывалось 54 домашних хозяйств и 70 жилых домов. Средняя плотность населения составляла около 328 человек на один квадратный километр. Расовый состав Албина по данным переписи распределился следующим образом: 95,83 % белых, 0,83 % — коренных американцев, 0,83 % — азиатов, 2,50 % — других народностей. Испаноговорящие составили 9,17 % от всех жителей города.
Из 54 домашних хозяйств в 24,1 % — воспитывали детей в возрасте до 18 лет, 51,9 % представляли собой совместно проживающие супружеские пары, в 3,7 % семей женщины проживали без мужей, 38,9 % не имели семей. 37,0 % от общего числа семей на момент переписи жили самостоятельно, при этом 22,2 % составили одинокие пожилые люди в возрасте 65 лет и старше. Средний размер домашнего хозяйства составил 2,22 человек, а средний размер семьи — 2,91 человек.
Население города по возрастному диапазону по данным переписи 2000 года распределилось следующим образом: 22,5 % — жители младше 18 лет, 7,5 % — между 18 и 24 годами, 20,0 % — от 25 до 44 лет, 27,5 % — от 45 до 64 лет и 22,5 % — в возрасте 65 лет и старше. Средний возраст жителей составил 46 лет. На каждые 100 женщин в Албине приходилось 87,5 мужчин, при этом на каждые сто женщин 18 лет и старше приходилось 89,8 мужчин также старше 18 лет.
Средний доход на одно домашнее хозяйство в городе составил 25 625 долларов США, а средний доход на одну семью — 38 750 долларов. При этом мужчины имели средний доход в 26 000 долларов США в год против 18 750 долларов среднегодового дохода у женщин. Доход на душу населения в городе составил 13 174 доллара в год. Все семьи Албина имели доход, превышающий уровень бедности, 12,5 % от всей численности населения находилось на момент переписи населения за чертой бедности, при этом 19,0 % из них были моложе 18 лет и 31,3 % — в возрасте 65 лет и старше.